# Toxicocalamus pachysomus
Toxicocalamus pachysomus — вид отруйних змій родини аспідових (Elapidae). Ендемік Папуа Нової Гвінеї.

## Поширення й екологія
Toxicocalamus pachysomus відомі з типової місцевості, розташованої в Хмарних горах в провінції Мілн-Бей на крайньому південному сході Нової Гвінеї, на висоті 710 м над рівнем моря. Вони живуть в тропічних лісах. Ведуть денний, напівриючий спосіб життя. Живляться черв'яками. Відкладають яйця.